# Freguesia
A freguesia é a menor circunscrição administrativa em Portugal, Cabo Verde e Macau. No passado também se usava a expressão paróquia civil. Historicamente, existiu também no Império do Brasil e em outros territórios do antigo Ultramar Português.
Como circunscrições administrativas, surgiram apenas no século XIX, ocupando as mesmas áreas territoriais das já existentes circunscrições eclesiásticas igualmente denominadas "freguesias" ou "paróquias". As freguesias ou paróquias civis passaram então a existir em paralelo às freguesias ou paróquias eclesiásticas, mas geralmente coincidindo territorialmente.
As paróquias civis existem também como unidades administrativas em alguns países e territórios não lusófonos, as quais podem ter  características variáveis.

## Etimologia
Etimologicamente, o termo "freguesia" resulta de "freguês" adicionado ao sufixo "-ia". Por sua vez, "freguês", bem como o seu arcaico "filigrês" resultaram da aglutinação da expressão latina filius ecclesiae, significando "filho da Igreja", que se referia a um paroquiano, que era, por assim dizer, "freguês do pároco".) 
Por sua vez, o termo "paróquia" tem origem no termo latino parochia, por sua vez derivado do grego παροικία, que significa "vizinhança".

## Origem
No território que hoje abriga Portugal, crê-se que, antes da conquista romana, os povos viviam em comunas praticamente autónomas, que tanto podiam ter uma praça-forte a servir de centro do governo, como consistir apenas de casas dispersas. Após a conquista romana, foi aplicado o regime da vila, unidade agrária e fiscal, embora ainda houvesse terras indivisas.
Com a invasão muçulmana e a Reconquista, as populações foram-se agrupando à volta de pequenas igrejas rurais e assim formando paróquias, que, embora não cobrissem inicialmente todo o território, cresceram exponencialmente nos séculos que se seguiram.
Até ao início do regime liberal, os termos "freguesia" e "paróquia" eram equivalentes, ambos designando a circunscrição territorial da Igreja Católica que estava a cargo de um pároco e sedeada numa igreja paroquial. Ao nível da freguesia, não havia então uma estrutura de administração civil separada da estrutura eclesiástica.
A freguesia como circunscrição laica apenas viria a nascer na sequência das grandes reformas do sistema político implementadas durante a monarquia constitucional. Em Portugal, a paróquia civil surge assim na reforma administrativa de 1835, consagrando-se na reforma de 1878 e passando a denominar-se oficialmente "freguesia" em 1916.

## Portugal

### História
A primeira tentativa tentativa de criação de paróquias como circunscrições administrativas foi feita através do decreto nº 25 de 27 de novembro de 1830, emitido pelo Governo da Regência em Angra do Heroísmo, o qual previa o estabelecimento de uma junta para cada paróquia, uma vez que considerava necessária a existência, em cada uma delas, de uma autoridade local que possuísse a confiança dos vizinhos e assegurasse os interesses particulares dos mesmos. Contudo, a famosa reforma administrativa dirigida por Mouzinho da Silveira e implementada pelo decreto de 16 de maio de 1832, viria a dividir o Reino apenas em províncias, comarcas e concelhos, já não prevendo portanto a existência de paróquias civis. As freguesias surgem no entanto como circunscrições judiciais, constituindo as subdivisões das comarcas que serviam de áreas de jurisdição aos juízes pedâneos e aos juízes de paz.
O surgimento definitivo das freguesias como circunscrições administrativas só ocorrerá na sequência da sua previsão na carta de lei de 25 de abril de 1835. A reforma dirigida por Rodrigo da Fonseca, através do decreto de 18 de julho de 1835, estabelece assim a existência, em cada freguesia, de um magistrado administrativo designado "comissário de paróquia" ("redesignado regedor" em 1836), assistido de um corpo administrativo, composto por cidadãos eleitos e designado "junta de paróquia". Nos concelhos constituídos por uma única freguesia não existiriam juntas de paróquia, sendo as suas atribuições exercidas diretamente pelas respetivas câmaras municipais.
A criação das freguesias surge acompanhada da extinção da maioria dos mais de 800 concelhos que o país tinha no início do século XIX, os quais - considerados demasiado pequenos para serem viáveis num mundo moderno - são agregados em municípios de maiores dimensões de modo a obterem a escala necessária para poderem desempenhar as suas atribuições. A maior redução de todas ocorre por via do decreto de 6 de novembro de 1836, o qual suprime 466 concelhos de uma só vez. Assim, para além do reconhecimento de que os núcleos básicos de populações representados pelas paróquias eclesiásticas deveriam dispor de autoridades civis que defendessem os seus interesses, as freguesias surgem também como sucessoras dos inúmeros municípios extintos, assegurando que as populações dos mesmos continuassem a dispor de estruturas de administração local.
Apesar do surgimento de estrutura civil da freguesia, autonomizada da estrutura eclesiástica, existe ainda uma forte ligação entre as duas, competindo, por exemplo, à junta de paróquia a responsabilidade pela conservação da igreja paroquial, pelas despesas do culto divino e pela administração dos rendimentos ou esmolas a aplicar na fábrica da igreja. Para além disso, previa-se que a junta pudesse realizar as suas sessões na sacristia da própria igreja (mas nunca no seu corpo principal).
O Código Administrativo de 1878, elaborado sob a direção de Rodrigues Sampaio viria a consagrar definitivamente a existência da paróquia civil, dando-lhes maior autonomia.
Até ao início do século XX, as paróquias civis mantinham duas designações oficiais alternativas ("paróquia" e "freguesia"). Contudo, a lei nº 621 de 23 de junho de 1916 veio estabelecer o termo "freguesia" como sua única denominação oficial, consequentemente passando a junta de paróquia a denominar-se "junta de freguesia". Esta mudança acentuou a diferença entre a circunscrição civil ("freguesia") e a eclesiástica ("paróquia" ).
Com a entrada em vigor da Constituição de 1976, cada freguesia continua a manter a junta de freguesia como seu órgão executivo colegial, à qual se acrescenta agora a assembleia de freguesia como órgão deliberativo. Em freguesias de população diminuta (consideradas hoje como tal, as que têm menos de 150 eleitores recenseados), a assembleia de freguesia é substituída pelo plenário dos eleitores, funcionando assim em regime de democracia direta. A Constituição deixa ainda de prever a função de regedor, que assim é formalmente extinta.
Já em 2013, deu-se a maior alteração no número de freguesias desde o século XIX, com a implementação da Reorganização Administrativa do Território das Freguesias (RAFT, e também conhecida por Lei Relvas, em homenagem ao então ministro dos Assuntos Parlamentares Miguel Relvas). Foram agregadas algumas freguesias e outras tiveram os seus limites alterados, resultando numa redução do número de freguesias de Portugal de 4259 para 3092. Com territórios que vão dos 20 hectares ou 0,2 km² (freguesia de São Bartolomeu, no concelho de Borba) aos 888 km² (união das freguesias de Alcácer do Sal (Santa Maria do Castelo e Santiago) e Santa Susana, no concelho de Alcácer do Sal), e populações que vão dos 19 (freguesia de Mosteiro, no concelho de Lajes das Flores, Açores) aos 68 656 habitantes (freguesia de Algueirão - Mem Martins, no concelho de Sintra). O mínimo de freguesias por concelho é de uma (seis concelhos: Alpiarça, Barrancos, Castanheira de Pera, Porto Santo, São Brás de Alportel e São João da Madeira) e o máximo é de 61 (Barcelos), mas existe o caso especial do  concelho do Corvo, que por lei não tem qualquer freguesia.
A freguesia trata-se da subdivisão obrigatória dos concelhos/municípios de Portugal, onde todos têm pelo menos uma freguesia (cujo território, no caso de ser apenas uma, coincide com o do concelho), havendo no entanto o caso especial do município do Corvo. Por via do artigo 136º do Estatuto Político-Administrativo da Região Autónoma dos Açores, o município do Corvo é titular das competências genéricas das freguesias o que faz com que seja normalmente considerado o único município do país sem qualquer freguesia. Contudo e ainda que não disponha dos seus próprios órgãos autárquicos, em algumas situações, o Corvo é contado como uma freguesia que coincide territorialmente com o respetivo município.
Por outro lado, o Sistema Estatístico Europeu (SEE) tem procurado definir para os Estados-Membros níveis hierárquicos de Unidades Administrativas Locais (Local Administrative Units - LAU) que garantam a integração com as NUTS. No caso português, às freguesias correspondem ao nível LAU 2 (antigamente denominada nível NUTS V).

### Organização
Uma freguesia é governada por uma Junta de Freguesia, um órgão executivo que é eleito pelos membros da Assembleia de Freguesia, à excepção do presidente (o primeiro candidato da lista mais votada é automaticamente nomeado Presidente da Junta). A Assembleia de Freguesia é um órgão eleito diretamente pelos cidadãos recenseados na freguesia, segundo o método D'Hondt, através de listas que tradicionalmente são partidárias (que se abriram há poucos anos a listas de independentes). A Constituição prevê que, nas freguesias de população diminuta, a Assembleia de Freguesia seja substituída pelo plenário dos seus cidadãos eleitores.

### Tipos
As autoridades portuguesas estabelecem três tipos diferentes de freguesias, para efeitos de ordenamento do território:
- freguesias urbanas[16] – freguesias que possuem densidade populacional superior a 500 h/km² ou que integrem um lugar com população residente superior ou igual a 5 000 habitantes.
- freguesias semiurbanas[17] – freguesias não urbanas que possuem densidade populacional superior a 100 h/km² e inferior ou igual a 500 h/km², ou que integrem um lugar com população residente superior ou igual a 2 000 habitantes e inferior a 5 000 habitantes.
- freguesias rurais – as restantes.

As freguesias estão representadas nos órgãos municipais pelo presidente da Junta, que tem assento, por inerência do cargo, na Assembleia Municipal.

### Códigos
As freguesias são identificadas por um código de seis caracteres, sendo os dois primeiros para o distrito, os dois seguintes para o município, e os dois últimos para a freguesia.

### Freguesias por região

#### Região Norte
- Lista de freguesias do Alto Minho
- Lista de freguesias do Alto Tâmega
- Lista de freguesias da Área Metropolitana do Porto
- Lista de freguesias do Ave
- Lista de freguesias do Cávado
- Lista de freguesias do Douro
- Lista de freguesias do Tâmega e Sousa
- Lista de freguesias das Terras de Trás-os-Montes

#### Região Centro
- Lista de freguesias da Região de Aveiro
- Lista de freguesias da Região de Coimbra
- Lista de freguesias da Região de Leiria
- Lista de freguesias do Oeste
- Lista de freguesias de Viseu Dão-Lafões
- Lista de freguesias da Beira Baixa
- Lista de freguesias das Beiras e Serra da Estrela
- Lista de freguesias do Médio Tejo

#### Área Metropolitana de Lisboa
- Lista de freguesias da Área Metropolitana de Lisboa

#### Alentejo
- Lista de freguesias do Alto Alentejo
- Lista de freguesias do Alentejo Central
- Lista de freguesias do Alentejo Litoral
- Lista de freguesias do Baixo Alentejo
- Lista de freguesias da Lezíria do Tejo

#### Algarve
- Lista de freguesias do Algarve

#### Madeira
- Lista de freguesias da Madeira

#### Açores
- Lista de freguesias dos Açores

## Outros países lusófonos

### Brasil
No Brasil, durante o tempo da colônia, a freguesia era exatamente o mesmo que em Portugal, não havendo distinção entre freguesia e paróquia como descrito acima.
Uma organização semelhante manteve-se durante o tempo do Império do Brasil no qual a Igreja Católica foi mantida como religião oficial do Estado, que tinha o dever de pagar salários para padres e bispos. Deste modo, era adequado que a estrutura administrativa civil não fosse distinta da estrutura eclesiástica. As províncias eram divididas em municípios que por sua vez eram divididos em freguesias. As freguesias correspondiam às paróquias, mas também havia curatos para serviços religiosos em povoações pequenas e sem autonomia política. Por sua vez, o bispos comandavam as dioceses, típica organização administrativa religiosa, que abrangiam geralmente diversos municípios, ou seja, diversas freguesias.
Com a proclamação da República, houve uma total separação entre a Igreja Católica e o Estado brasileiro, de modo que as antigas províncias transformaram-se em estados autônomos divididos em municípios também autônomos que, por sua vez, podem (ou não) ter seu território dividido para fins puramente administrativos. A Igreja Católica passou a manter uma estrutura administrativa distinta.

### Cabo Verde
Por fim, em Cabo Verde mantém-se a divisão administrativa herdada dos tempos portugueses com dezessete concelhos subdivididos em 31 freguesias.

### Macau
Em Macau, um antigo território português, continua a estar dividido em freguesias (que ao todo são sete), embora a partir de 1999 (ano da transição de Macau para a China), fossem considerados pelo então recém-formado governo da RAEM como divisões simbólicas com poder administrativo nulo.